# 종교적 포용주의
종교적 포용주의 또는 종교적 관용(Inclusivism)은 다양한 종교, 사회, 문화, 정치 세력 등 간의 관계를 이해하기 위한 종교학, 인류학 또는 시민학의 여러 접근 방식 중 하나이다. 다양한 사상 학파에 아름다움이 있으며, 이들이 살아갈 수 있다고 주장한다. 함께 조화롭게. 이는 오직 한 가지 방법만이 옳고 다른 모든 방법은 틀렸다고 주장하는 배타주의와 대조된다.
종교학과 신학 내에서 포용주의는 단 하나의 신념 체계만이 참이지만 그 진리의 측면은 다른 종교에서도 찾을 수 있다는 믿음이다. 이는 모든 신앙이 신자의 특정 상황 내에서 동등하게 타당하다고 주장하는 종교다원주의와 대조된다.
광범위하게 말하면, 포용주의 사상에는 두 가지 학파가 있다.
- 상대주의 포용주의는 신자 자신의 견해는 특정 상황에서만 옳고, 다른 전통을 믿는 사람들도 나름의 타당성을 갖는다고 주장한다.
- 절대주의 포용주의는 알려지지 않은 일련의 주장이 절대적으로 사실이며, 현재 살아있는 인간 중 누구도 절대 진리를 확인하지 못했지만 모든 인류는 부분적으로 절대 진리를 확인했다고 주장한다.

## 같이 보기
- 교황 요한 바오로 2세
- 카를 라너
  - 익명의 기독교인
- 교회 일치 운동